# Ve Neill

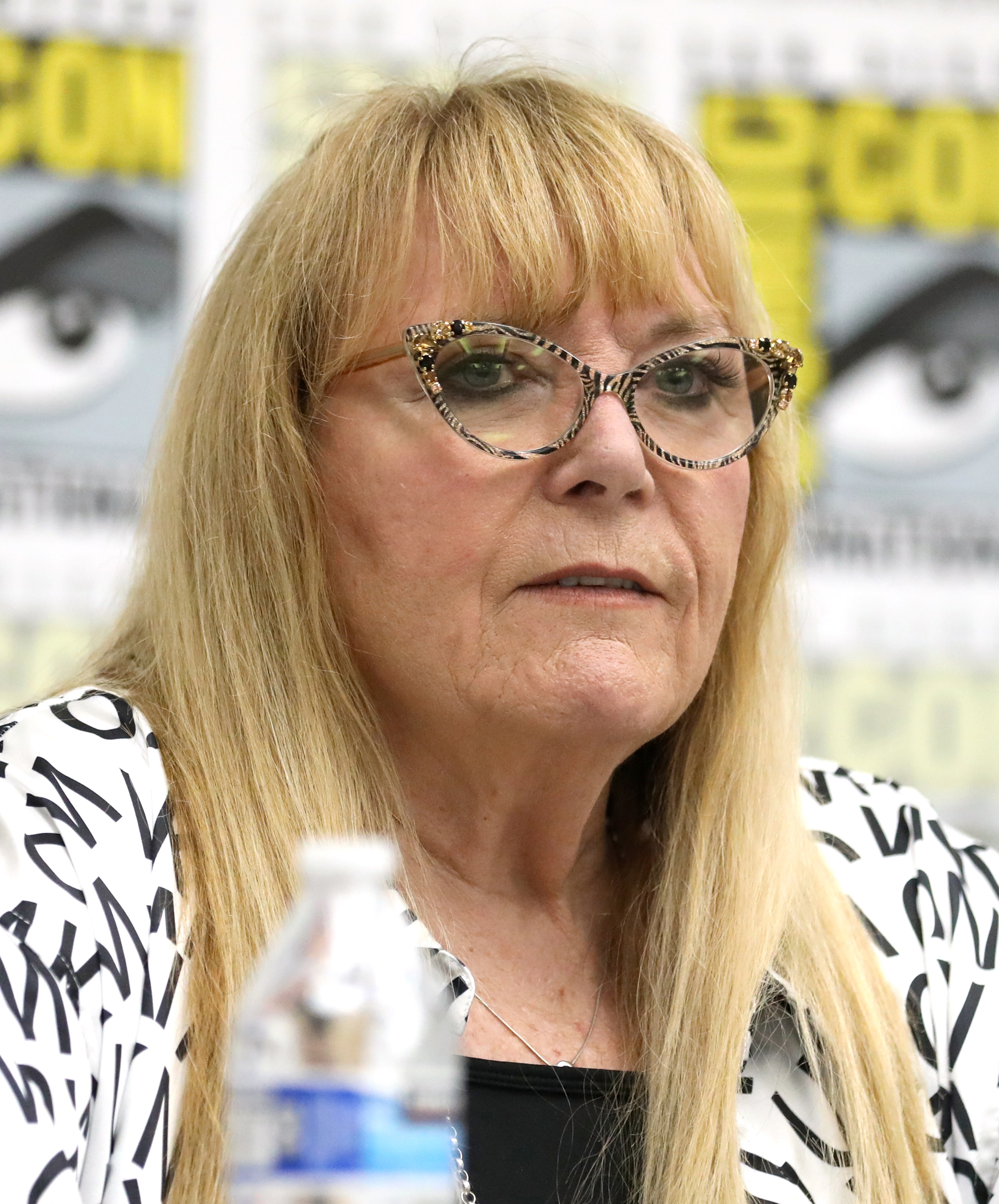
Ve Neill

Ve Neill (* 1951 in Riverside, Kalifornien), eigentlich Mary Flores, ist eine US-amerikanische Maskenbildnerin.

## Leben
Neill wuchs in Culver City und Granada Hills auf. Ihr dortiger Nachbar Leo Lotito arbeitete als Maskenbildner, unter anderem deshalb entstand bei ihr früh auch dieser Berufswunsch. Sie arbeitete zunächst als Masken- und Kostümbildnerin für eine Rockband und traf dort auf den Spezialeffektkünstler und Maskenbildner Steve Neill. Ihr erstes Spielfilmengagement hatte sie 1977 als Friseurin bei Albert Bands Filmkomödie Die tolle Geschichte der C. Gemeinsam mit Steve Neill wurde sie im darauf folgenden Jahr von Bands Sohn, dem B-Movie-Produzent Charles Band für Laserkill – Todesstrahlen aus dem All engagiert. Ihren Durchbruch als Maskenbildnerin hatte sie 1979, als sie an Star Trek: Der Film mitwirkte und für einen Saturn Award nominiert wurde. In der Folge wirkte sie an einigen weniger erfolgreichen Science-Fiction-Filmen mit und war zwischen 1983 und 1986 Maskenbildnerin am Set der Fernsehserie Das A-Team.
Einen Schub erhielt ihre Karriere, nachdem sie 1987 für Joel Schumacher an dessen Horrorfilm-Komödie The Lost Boys mitgearbeitet hatte und im darauf folgenden Jahr für Tim Burtons Beetlejuice den Oscar erhielt. Seither arbeitete sie an fast allen Filmen Burtons mit. Für ihre nächsten gemeinsamen Filme, Edward mit den Scherenhänden, Batmans Rückkehr und Jimmy Hoffa erhielt sie jeweils eine Oscar-Nominierung; 1995 wurde sie für Ed Wood zum dritten Mal mit dem Oscar ausgezeichnet, nachdem sie im Jahr zuvor für Mrs. Doubtfire – Das stachelige Kindermädchen den zweiten Oscar erhalten hatte. Neill arbeitete mehrfach mit Steven Spielberg und war zwischen 2003 und 2007 an allen Filmen der Trilogie Pirates of the Caribbean beteiligt, für die sie zwei weitere Oscar-Nominierungen erhielt. Seit 2010 ist sie in der Jury der Syfy-Show Face Off, in der Special-Effect-Maskenbildner gegeneinander antreten.

## Filmografie (Auswahl)
- 1977: Mörderspinnen (Kingdom of the Spiders)
- 1978: Laserkill – Todesstrahlen aus dem All (Laserblast)
- 1979: Star Trek: Der Film (Star Trek: The Motion Picture)
- 1981: Die unglaubliche Geschichte der Mrs. K. (The Incredible Shrinking Woman)
- 1982: Monty Python Live at the Hollywood Bowl
- 1983–1986: Das A-Team (The A-Team)
- 1987: The Lost Boys
- 1988: Cocoon II – Die Rückkehr (Cocoon: The Return)
- 1988: Beetlejuice (Beetle Juice)
- 1990: Dick Tracy
- 1990: Edward mit den Scherenhänden (Edward Scissorhands)
- 1990: Flatliners – Heute ist ein schöner Tag zum Sterben (Flatliners)
- 1991: Hook
- 1992: Batmans Rückkehr (Batman Returns)
- 1992: Jimmy Hoffa
- 1993: Mrs. Doubtfire – Das stachelige Kindermädchen (Mrs. Doubtfire)
- 1994: Ed Wood
- 1995: Batman Forever
- 1996: Mars Attacks!
- 1997: Amistad
- 1997: Batman & Robin
- 1997: Gattaca
- 1999: Der Mondmann (Man on the Moon)
- 1999: Stigmata
- 2000: Der Grinch (How the Grinch Stole Christmas)
- 2001: A.I. – Künstliche Intelligenz (Artificial Intelligence: AI)
- 2001: Blow
- 2002: Austin Powers in Goldständer (Austin Powers in Goldmember)
- 2003: Fluch der Karibik (Pirates of the Caribbean: The Curse of the Black Pearl)
- 2004: Riddick: Chroniken eines Kriegers (The Chronicles of Riddick)
- 2005: Constantine
- 2006: Eragon – Das Vermächtnis der Drachenreiter (Eragon)
- 2006: Pirates of the Caribbean – Fluch der Karibik 2 (Pirates of the Caribbean: Dead Man's Chest)
- 2007: Pirates of the Caribbean – Am Ende der Welt (Pirates of the Caribbean: At World's End)
- 2007: Sweeney Todd – Der teuflische Barbier aus der Fleet Street (Sweeney Todd: The Demon Barber of Fleet Street)
- 2008: Der Love Guru (The Love Guru)
- 2009: I Love You Phillip Morris
- 2009: Der Solist (The Soloist)
- 2011: Priest
- 2011: Trespass
- 2012: John Carter – Zwischen zwei Welten (John Carter)
- 2012: Die Tribute von Panem – The Hunger Games (The Hunger Games)
- 2012: The Amazing Spider-Man
- 2013: Seelen (The Host)
- 2013: Die Tribute von Panem – Catching Fire (The Hunger Games: Catching Fire)
- 2014: The Amazing Spider-Man 2: Rise of Electro (The Amazing Spider-Man 2)
- 2014: X-Men: Zukunft ist Vergangenheit (X-Men: Days of Future Past)
- 2014: Die Tribute von Panem – Mockingjay Teil 1 (The Hunger Games: Mockingjay – Part 1)
- 2015: Die Tribute von Panem – Mockingjay Teil 2 (The Hunger Games: Mockingjay – Part 2)

## Auszeichnungen
- 1980: Saturn-Award-Nominierung für Star Trek: Der Film
- 1988: Emmy für Pee-wee's Playhouse
- 1988: Saturn-Award-Nominierung für The Lost Boys
- 1989: BAFTA-Nominierung für Beetlejuice
- 1989: Oscar für Beetlejuice
- 1990: Saturn Award für Beetlejuice
- 1991: Oscar-Nominierung für Edward mit den Scherenhänden
- 1992: BAFTA-Nominierung für Edward mit den Scherenhänden
- 1993: BAFTA-Nominierung für Batmans Rückkehr
- 1993: Oscar-Nominierung für Batmans Rückkehr und Jimmy Hoffa
- 1993: Saturn Award für Batmans Rückkehr
- 1994: Oscar für Mrs. Doubtfire - Das stachelige Kindermädchen
- 1995: BAFTA-Nominierung für Mrs. Doubtfire - Das stachelige Kindermädchen
- 1995: Oscar für Ed Wood
- 1995: Saturn Award für Interview mit einem Vampir - Aus der Chronik der Vampire
- 1996: BAFTA-Nominierung für Ed Wood
- 1996: Saturn-Award-Nominierung für Batman Forever
- 1997: Emmy für The Shining
- 1998: Emmy-Nominierung für From the Earth to the Moon
- 1998: Saturn-Award-Nominierung für Batman & Robin
- 2000: Saturn-Award-Nominierung für Galaxy Quest - Planlos durchs Weltall
- 2004: BAFTA Award für Fluch der Karibik
- 2004: Oscar-Nominierung für Fluch der Karibik
- 2004: Saturn-Award-Nominierung für Fluch der Karibik
- 2007: BAFTA-Nominierung für Pirates of the Caribbean - Fluch der Karibik 2
- 2007: Saturn-Award-Nominierung für Pirates of the Caribbean - Fluch der Karibik 2
- 2008: Oscar-Nominierung für Fluch der Karibik - Am Ende der Welt
- 2008: Saturn Award für Fluch der Karibik - Am Ende der Welt
- 2016: Lifetime Achievement Award der Makeup Artists and Hair Stylists Guild